# Szalók (település)
Szalók (szlovákul: Slavkovce) község Szlovákiában, a Kassai kerület Nagymihályi járásában.

## Fekvése
Nagymihálytól 18 km-re délre, a Laborc és az Ondava között fekszik.

## Története
A 18. század végén Vályi András így ír róla: „SZALÓK. Magyar, és tót falu Zemplén Várm. földes Urai több Uraságok, lakosai elegyesek, fekszik Butykához 2/4, Hegyihez 1/4, n. k. Deregnyő Mezővároshoz 3/4 óránnyira; térséges fekete agyagos, és homokos határja 3 nyomásbéli, leginkább búzát, gabonát tengerit; középszerűen pedig árpát, és zabot terem; erdeje kitsiny, szőleje nints, legelővel bővelkedik; piatza Újhelyben, Ungváron, és N. Mihályon.”
Fényes Elek 1851-ben kiadott geográfiai szótárában így ír a faluról: „Szalók, orosz-magy. falu, Zemplén vmegyében, Hegyi fiókja, 132 r., 304 g. kath., 4 evang., 128 ref., 50 zsidó lak. Gör. kath. és ref. templom. 807 hold szántóföld. Vizimalom. F. u. többen. Ut. p. N. Mihály.”
Borovszky Samu monográfiasorozatának Zemplén vármegyét tárgyaló része szerint: „Szalók, magyar kisközség a Sárközön, 99 házzal s 527, nagyobbára gör. kath. vallású lakossal. Postája Butka, távírója Deregnyő, vasúti állomása Bánócz. Első ízben 1315-ben találkozunk vele, a mikor az Ákos nembeli Mihály mester kap rá királyi adományt. Ez a Mihály mester volt a Pazdicsi, másként Szalóki család őse. 1403-ban Zsigmond király Zalouk földjét Kerecsenyi Mátyásnak, Némethfalussi Györgynek, Liszkai Miklósnak és Ruffus, másként Rőtt Miklósnak adományozza. 1421-ben Rőtt Miklós a maga birtokának felét Sempsey Istvánra hagyja, kit utódok hiányában örökbe fogadott. 1444-ben a Rozgonyiaknak, 1463-ban a Csapyaknak, ez időtájt a leleszi konventnek, 1475-ben a Buttkay családbelieknek s 1490-ben a Csontos, Harkányi és Korcsvai családoknak is van itten részük. 1521-ben Izbugyai Bernátot, 1526-ban Bekényi Benedeket és Kenderessi Jánost, 1547-ben Deregnyei Erzsébetet, 1563-ban Péchy Gáspárt, Kapy Ferenczet és Sólyom Pétert iktatják némely részeibe. Az 1598-iki összeírás 9 birtokosát sorolja fel s ezek Rákóczy György és Ferencz, Duka Péter, Eödönffy Kristóf, Morvay János, Nagymihályi Zsigmond özvegye, Budaházy Farkas, Daróczy Pál és Csicsery János özvegye. 1635-ben Rákóczy Andrást és nejét, Zékely Annát iktatják részeibe. 1774-ben a Barkóczy család, Nedeczky János, Szirmay Sándor, Szücs Pál, Horváth Pál, Bodó László, Liszkay József, Budaházy László és a Stépán családok a földesurai, azután a Kazinczy, Ibrányi, Nozdroviczky, Kossuth és Egry családok. Most özv. Kossuth Mihályné báró Horváth Leopoldinának és gróf Lónyay Gábornak van itt nagyobb birtokuk. Lakosai 1831-ben, a kolerajárvány következtében, fellázadtak. Két temploma közül a görög katholikus 1801-ben, a református pedig 1830 körül épült.”
1920-ig Zemplén vármegye Nagymihályi járásához tartozott.

## Népessége
| Év:            | 1994. | 2004.    | 2014.    | 2024.   |
| -------------- | ----- | -------- | -------- | ------- |
| Emberek száma: | 513   | 609      | 674      | 739     |
| Eltérés:       |       | +18,71 % | +10,67 % | +9,64 % |

| Év:            | 2023. | 2024.   |
| -------------- | ----- | ------- |
| Emberek száma: | 728   | 739     |
| Eltérés:       |       | +1,51 % |

1880-ban 610 lakosából 72 magyar, 7 német és 518 szlovák anyanyelvű volt. Ebből 245 görögkatolikus, 147 római katolikus, 140 református, 74 izraelita és 4 evangélikus vallású.
1890-ben 538 lakosából 148 magyar, 8 német és 382 szlovák anyanyelvű volt. Ebből 239 görögkatolikus, 157 római katolikus, 103 református, 35 izraelita és 4 evangélikus vallású.
1900-ban 527 lakosából 121 magyar, 2 német és 402 szlovák anyanyelvű volt. Ebből 244 görögkatolikus, 146 római katolikus, 97 református, 32 izraelita és 8 evangélikus vallású.
1910-ben 543 lakosából 63 magyar, 26 német és 445 szlovák anyanyelvű volt. Ebből 256 görögkatolikus, 166 római katolikus, 91 református, 26 izraelita és 4 evangélikus vallású.
1921-ben 527 lakosából 67 magyar, 207 orosz, 34 zsidó, 204 csehszlovák, 13 egyéb nemzetiségű és 2 állampolgárság nélküli volt. Ebből 244 görögkatolikus, 156 római katolikus, 87 református, 36 izraelita és 4 egyéb vallású.
1930-ban 575 lakosából 7 magyar, 10 zsidó, 550 csehszlovák, 1 egyéb nemzetiségű és 7 állampolgárság nélküli volt. Ebből 271 görögkatolikus, 193 római katolikus, 81 református, 26 izraelita, 3 evangélikus és 1 egyéb vallású.
1970-ben 654 lakosából 645 szlovák volt.
1980-ban 615 lakosából 3 magyar és 611 szlovák volt.
1991-ben 552 lakosából 4 magyar és 541 szlovák volt.
2001-ben 611 lakosából 524 szlovák, 42 cigány és 4 magyar volt.
2011-ben 648 lakosából 594 szlovák, 23 ukrán, 6 magyar, 4 cseh, 3-3 cigány és orosz, 2 ruszin és 13 ismeretlen nemzetiségű volt. Ebből 16 magyar anyanyelvű, 252 római katolikus, 224 görögkatolikus, 71 pravoszláv, 44 református, 17 metodista, 4 jehovista, 3 evangélikus vallású, 19 nem vallásos és 14 ismeretlen vallású volt.
2021-ben 705 lakosából 3 (+1) magyar, 633 (+18) szlovák, 17 (+13) cigány, (+4) ruszin, 23 egyéb és 29 ismeretlen nemzetiségű volt.

## Neves személyek
- Itt született 1712-ben Kelecsényi Ignác magyar Jézus-társasági áldozópap.
- Itt született 1854-ben ifjabb Roskovics Ignác magyar egyházi és zsánerfestő, az ún. müncheni realizmus jellegzetes képviselője.